# (17899) Mariacristina
(17899) Mariacristina (1999 FD19) – planetoida z pasa głównego asteroid okrążająca Słońce w ciągu 3,45 lat w średniej odległości 2,28 j.a. Odkryta 22 marca 1999 roku.